# Mérey-sous-Montrond
Mérey-sous-Montrond is een plaats en voormalige gemeente in het Franse departement Doubs in de regio Bourgogne-Franche-Comté en telt 429 inwoners (2004). De plaats maakt deel uit van het arrondissement Besançon.

## Geschiedenis
Op 1 januari 2022 fuseerde de gemeente met Villers-sous-Montrond tot de commune nouvelle Les Monts-Ronds, waarvan Mérey-sous-Montrond de hoofdplaats werd.

## Geografie
De oppervlakte van Mérey-sous-Montrond bedraagt 10,8 km², de bevolkingsdichtheid is 39,7 inwoners per km².
De onderstaande kaart toont de ligging van Mérey-sous-Montrond met de belangrijkste infrastructuur en aangrenzende gemeenten.

## Demografie
Onderstaande figuur toont het verloop van het inwonertal (bron: INSEE-tellingen).